# Марг Гелгенбергер
Мері Марг Гелгенбергер (англ. Mary Margaret Helgenberger; нар. 16 листопада 1958, Фрімонт, Небраска, США) — американська акторка, найбільш відома ролями в серіалах «Чайна Біч» і «CSI: Місце злочину».

## Біографія
Народилася в Фрімонті, що в штаті Небраска, США в родині шкільної медсестри Мері Кей Боулт (англ. Mary Kay Bolte) та інспектора м'ясних продуктів Г'ю Гелгенбергера (англ. Hugh Helgenberger). Має ірландське та німецьке коріння. У неї є старша сестра Енн і молодший брат Курт.
Росла в Норт Бенді, Небраска, де закінчила місцеву школу в 1977. Того ж року вступила в коледж у Карні, в якому навчалась до 1979, потім перевелась в Школу ораторського мистецтва Північно-Західного університету за напрямком «Ораторське та драматичне мистецтво». У студентські роки вона активно брала участь у виставах.

## Особисте життя
У середині 1980 на знімальному майданчику мильної опери «Надія Раян» Марг познайомилась з актором Аланом Розенбергом, у 1989 одружилася, в 1990 народила сина Г'ю Говарда Розенберга.
У 2008 стало відомо, що пара розійшлася. У 2009 акторка подала на розлучення. У 2010 пара офіційно розлучилася.

## Кар'єра
Дебютну роль Гелгенбергер отримала в мильній опері «Надія Раян». У 1988—1991 вона грала повію з героїновою залежністю в серіалі «Чайна Біч». Робота була відзначена критикою: вона була номінована на «Золотий глобус» і стала лауреаткою «Еммі».
У 1989 Гелгенбергер дебютувала в кіно, зігравши в фільмі «Після опівночі», а згодом з'явилась у романтичній комедійній драмі Стівена Спілберга «Завжди». Після кількох ролей на телебаченні та в низькобюджетних стрічках втілила кохану Пеппера (Вуді Гаррельсон) у комедійному бойовику «У ковбоїв так ведеться». Потім отримала ролі другого плану в фільмах «Погані хлопці», «Особина», «Вогонь із пекла», «Ерін Брокович». На телебаченні вона з'явилась у ролі коханої Дага Росса (Джордж Клуні) в серіалі «Швидка допомога».
У 2000 Гелгенбергер почала виконувати роль криміналістки Кетрін Віллоус у телепроєкті телеканалу CBS «CSI: Місце злочину». За цю роботу її двічі номінували на «Золотий глобус», а також «Еммі». У 2012 акторка отримала зірку на Голлівудській Алеї Слави.
Акторка зіграла Ліліан Стренд у серіалі «Розвідка», потім приєдналася до третього сезону телепроєкту «Під куполом».

## Фільмографія
Фільми
- 1989 : Миротворець / Peacemaker
- 1989 : Після опівночі / After Midnight
- 1989 : Завжди / Always
- 1990 : Сліпа помста / Blind Vengeance
- 1990 : Нечесні серця / Crooked Hearts
- 1991 : Сни про смерть / Death Dreams
- 1992 : У хворобі та в здоров'ї / In Sickness and in Health
- 1992 : Очима вбивці / Through the Eyes of a Killer
- 1993 : Далекі родичі / Distant Cousins
- 1993 : Коли кохання вбиває / When Love Kills: The Seduction of John Hearn
- 1993 : Партнери / Partners
- 1994 : У ковбоїв так ведеться / The Cowboy Way
- 1994 : Сутичка зі левами / Lie Down with Lions
- 1994 : Де мої діти? / Where Are My Children?
- 1994 : Ключі / Keys
- 1994 : Сліпа помста / Blind Vengeance
- 1995 : Погані хлопці / Bad Boys
- 1995 : Особина / Species
- 1995 : Легкозаймистий / Inflammable
- 1995 : Про користь підглядання / Just Looking
- 1996 : Головоломка / Conundrum
- 1996 : Мої дорогі американці / My Fellow Americans
- 1997 : Murder Live!
- 1997 : Самогубця / The Last Time I Committed Suicide
- 1997 : Вогонь із пекла / Fire Down Below
- 1997 : Золотий берег / Gold Coast
- 1998 : Особина 2 / Species II
- 1998 : Війна в затоці / Thanks of a Grateful Nation
- 1998 : Піддайся привиду / Giving Up the Ghost
- 1999 : Справа чоловічків, які сміються / Happy Face Murders
- 1999 : Смертельні зв'язки / Lethal Vows
- 2000 : Ідеальне вбивство, ідеальне місто / Perfect Murder, Perfect Town
- 2000 : Ерін Брокович / Erin Brockovich
- 2004 : Крута компанія / In Good Company
- 2007 : Хто ви, містере Брукс? / Mr. Brooks
- 2008 : День Колумба / Columbus Day
- 2009 : Диво-жінка / Wonder Woman
- 2015 : CSI: Безсмертя / CSI: Immortality
- 2016 : Майже друзі / Almost Friends
- 2017 : У тилу ворога / Behind Enemy Lines
- 2019 : Подорож хорошого пса / A Dog's Journey

Серіали
- 1982 — 1985 : Надія Раян / Ryan's Hope
- 1986 : Спенсер / Spenser: For Hire
- 1987 : Наперстки / Shell Game
- 1987 : Пісня Карен / Karen's Song
- 1987 : Метлок / Matlock
- 1987 : Тридцять-з-чимось / Thirtysomething
- 1988 — 1991 : Чайна Біч / China Beach
- 1991 : Байки зі склепу / Tales from the Crypt
- 1991 : Прихована кімната / The Hidden Room
- 1993 : Томмінокери / The Tommyknockers
- 1993 : Грішні ангели / Fallen Angels
- 1995 : Шоу Ларрі Сандерса / The Larry Sanders Show
- 1996 : Швидка допомога / ER
- 1999 : Партнери / Partners
- 2000 : Фрейзер / Frasier
- 2000 — 2015 : CSI: Місце злочину / CSI: Crime Scene Investigation
- 2004 : Король Гори / King of the Hill
- 2014 : Розвідка / Intelligence
- 2015 : Під куполом / Under the Dome
- 2015 : Immortality
- 2017 : Пекельна кухня / Hell's Kitchen
- 2019 — 2021 : Усім встати / All Rise
- 2022 : CSI: Vegas